# Evan Mooney
Evan Mooney (* 11. Dezember 2007 in Erskine) ist ein schottischer Fußballspieler, der beim FC St. Mirren unter Vertrag steht.

## Karriere
Evan Mooney wurde in Erskine, 15 km nordwestlich von Glasgow geboren. Er begann seine Karriere als Kind in der Jugendakademie des FC St. Mirren aus Paisley. Mooney gab sein Debüt in der ersten Mannschaft der „Saints“ mit gerade einmal 16 Jahren in einem Ligaspiel der Scottish Premiership gegen Heart of Midlothian am 19. Oktober 2024. Bei der 0:4-Niederlage im Tynecastle Park wurde Mooney für Toyosi Olusanya eingewechselt. Mooney erzielte bei seinem zweiten Einsatz im Dezember 2024 nur wenige Tage nach seinem 17. Geburtstag, sein erstes Tor für die Profimannschaft, als er in der Ligapartie beim FC St. Johnstone zum zwischenzeitlichen 2:2-Ausgleich beim 3:2-Sieg traf. In der Saison 2024/25 absolvierte Mooney insgesamt sieben Ligaspiele und erzielte dabei ein Tor.